# Charles Louis François Marion

Stemma di famiglia

Charles Louis François Marion (Saint-Martin-de-Ré, 2 agosto 1803 – Bastia, 2 novembre 1866) è stato un generale francese.

## Biografia
Era figlio di Charles Stanislas Marion (1758-1812), barone dell'Impero (1810), ufficiale di fanteria, generale di brigata (1808), ucciso nella battaglia della Moscova.
Entrato a Saint-Cyr nel 1821, uscì col grado di sottotenente di cavalleria nel 1823, guardia del corpo del re, comandante di corpo del 3° reggimento dei dragoni (1850-1852), generale di brigata, comandante di una brigata di dragoni, Commendatore della Legion d'Onore (17 ottobre 1857). Comandò la Brigata Corazzieri della Guardia Imperiale nella battaglia di Solferino.
Concluse la carriera con il grado di generale di divisione.
È il padre del generale Raoul Marion.